# Voltor del Cap

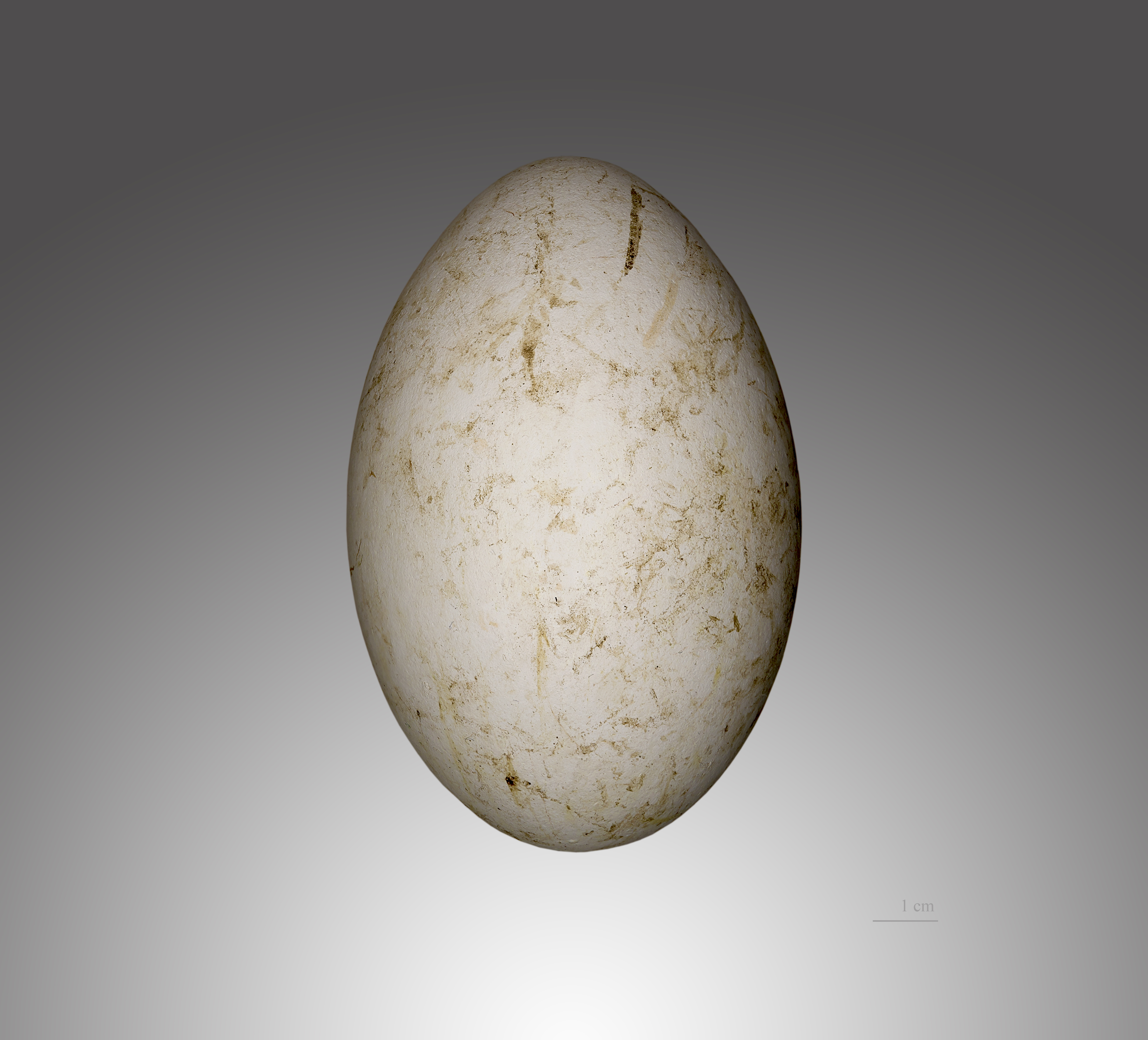
Gyps coprotheres

El voltor del Cap (Gyps coprotheres) és un ocell rapinyaire de la família dels accipítrids (Accipitridae). Habita muntanyes de l'Àfrica meridional des de Botswana fins a la Província del Cap, a Sud-àfrica. El seu estat de conservació es considera vulnerable.